# ريمون وينشتاين
ريمون وينشتاين (بالإنجليزية: Raymond Weinstein)‏ هو لاعب شطرنج أمريكي، ولد في 25 أبريل 1941 في نيويورك في الولايات المتحدة.

## وصلات خارجية
- ريمون وينشتاين على موقع مباريات الشطرنج (الإنجليزية)
- ريمون وينشتاين على موقع 365Chess.com (الإنجليزية)
- ريمون وينشتاين على موقع Chesstempo.com (الإنجليزية)
- ريمون وينشتاين على موقع الاتحاد الأمريكي للشطرنج (الإنجليزية)
- ريمون وينشتاين سجل أولمبياد الشطرنج على موقع OlimpBase.org (الإنجليزية)